# Лазарев, Григорий Александрович
Григо́рий Алекса́ндрович Ла́зарев (17 декабря 1927 — 28 июня 1983) — участник освоения нефтяных месторождений Западной Сибири, первый генеральный директор производственного объединения «Красноленинскнефтегаз», автор способа обезвоживания и обессоливания нефтяных эмульсий, а также способов защиты нефтепромыслового оборудования от коррозии.

## Биография
Лазарев Григорий Александрович родился 17 декабря 1927 года в деревне Коногоровка Бугульминского района Татарской АССР в семье крестьянина.
Отец Лазарев Александр Семенович — фронтовик, воевал в 112 бригаде ордена Кутузова Эльбингской ГАБР БМ. Участвовал в боях за освобождение Польши и Германии. Награжден орденом «Красной звезды», медалями «За боевые заслуги» и «За победу над Германией».
Мать — Лазарева (Казанова) Анна Полиектовна.
В 1933 году семья переехала в г. Бугульму, где в 1934 году Григорий Александрович поступил учиться в школу № 1, которую окончил в 1944 году.
В 1944 года был призван в ряды Советской Армии. С декабря 1944 по июль 1945 обучался в Троицкой военно-авиационной школе механиков (ТВАШАМ) по специальности стрелок-радист штурмовика ИЛ-2. С июля 1945 по август 1948 проходил службу в г. Тула. С августа 1948 г. служил в г. Каунас. Был секретарем комсомольской организации части, награжден Почетной грамотой ЦК ВЛКСМ. В 1952 году демобилизован. Имел воинское звание старшина срочной службы. Член КПСС с 1952 г.
В 1953 году поступил учиться в Уфимский нефтяной институт, который окончил в 1958 году по специальности горный инженер по разработке нефтяных и газовых месторождений.

## Профессиональная деятельность и достижения
После окончания университета был направлен в нефтепромысловое управление «Альметьевнефть». Работал оператором по добыче нефти и помощником мастера по добыче нефти нефтепромысла № 2. В августе 1960 года был назначен на должность начальника отдела технической информации — директора Дома Техники.
В феврале 1962 года был выдвинут на должность начальника технического отдела нефтепромыслового управления. Возглавлял бюро экономического анализа управления.
В апреле 1966 года награжден медалью «За трудовую доблесть».
В ноябре 1964 года был выдвинут на должность заместителя начальника управления по подготовке нефти, член пленума областного Совета научно-технического общества и председатель секции подготовке нефти областного правления, ректор университета технико-экономических знаний управления.
В 1970 году награжден бронзовой медалью ВДНХ СССР за внедрение систем совмещенной подготовки нефти.
В 1972 году в отраслевом смотре-конкурсе работы народных университетов, университет управления под руководством Лазарева Г. А. занял 1-е место.
В 1971 году принял активное участие в пуске установок «Рубин-1» в Альметьевском товарном парке. В том же году при активном участии Г. А. Лазарева на Северо-Альметьевской установке комплексной подготовки нефти начат монтаж сепарационной установки с предварительным сбросом воды. Работа Г. А. Лазарева в коллективе авторов «Разработка и внедрение в широких промышленных масштабах совмещенной технологии сбора и подготовки нефти на месторождений Татарской АССР» принимала участие в конкурсе на соискание Государственной премии СССР.
В апреле 1973 года назначен заместителем начальника управления по строительству НГДУ «Альметьевнефть».
В сентябре 1975 года перешел на работу в НГДУ «Сулеевнефть» начальником производственно-технического отдела.
С ноября 1977 года по апрель 1982 года работал начальником нефтегазодобывающего управления «Правдинскнефть» производственного объединения «Юганскнефтегаз».
В апреле 1982 года назначен генеральным директором созданного производственного объединения «Красноленинскнефтегаз». За период его правления были заложены основы для организации разработки Красноленинского свода месторождений и развития предприятия. Предприятие одновременно вело разработку восьми месторождений, а также занималось возведением объектов инфраструктуры. По итогам 1982 года производственное объединение перевыполнило план по добыче углеводородов.
Григорием Александровичем Лазаревым были приняты решения, которые стали основополагающими в возведении города Нягань, центрального города в освоении Красноленинского свода месторождений.

## Семья
Жена — Лазарева (в девичестве Паняева) Раиса Михайловна, 04.09.1927-22.11.2016 г.г.) — работала лаборантом химического анализа цеха научных и производственных работ нефтегазодобывающего управления «Альметьевнефть». 
В браке родились двое сыновей: Лазарев Александр Григорьевич (1953) и Лазарев Сергей Григорьевич (1960), оба — инженеры-нефтяники.

## Награды
1948 — Юбилейная медаль «30 лет Советской Армии и Флота»,
1963 — Медаль «За трудовую доблесть»,
1963 — Почётная грамота Президиума Верховного Совета Татарской АССР,
1970 — Mедаль «За доблестный труд. В ознаменование 100-летия со дня рождения В. И. Ленина»,
1970 — значок «Отличник нефтяной промышленности СССР», бронзовая медаль ВДНХ СССР,
1971 — Орден «Знак Почёта».

## Смерть
Лазарев Григорий Александрович скончался 28 июня 1983 г. в г.Нягань, Ханты-Мансийском автономном округе. Похоронен в Альметьевске (республика Татарстан).

## Память
Приказом по производственному объединению «КНГ» от 30 мая 1984 года вновь образованному месторождению в Шаимском нефтегазоносном районе присвоено название Лазаревское.
Решением Думы города Нягани от 08.02.1999 № 86 4-му проезду в г. Нягани присвоено имя Г. А. Лазарева.
Решением Думы города Нягани от 21.06.2005 № 401 занесен в Книгу Почета города Нягани.
Решением Думы г. Нягань на доме № 4 Первого микрорайона города Нягань установлена мемориальная доска.
5 сентября 2018 года в городе Ханты-Мансийске открыт памятный знак на мемориале «Звезды Югры» Лазареву Григорию Александровичу